# Leioproctus peruvianus
Leioproctus peruvianus är en biart som först beskrevs av Cockerell 1926.  Leioproctus peruvianus ingår i släktet Leioproctus och familjen korttungebin. Inga underarter finns listade i Catalogue of Life.